# Deni Kragelj
Deni Kragelj, slovenska pisateljica pravljic za otroke, * 21. april. 1987, Reka, Hrvaška.
Deni Kragelj je rojena na Hrvaškem na Reki po izobrazbi je pedagoginja in živi v Sloveniji.
V letu 2018 izda in napiše prvo zbirko terapevtskih pravljic za otroke Življenje v gozdu (COBISS), ki obsega deset pravljic za otroke izda jo skupaj z zvočno zgoščenko. Zbirka dobi v letu 2020 tretji ponatis. (COBISS) Življenje v morju (COBISS) je njena druga zbirka pravljic, ki jo izda v letu 2019. Za avtorico je znano, da se dotika in srečuje s temami, ki so otroku tuje in neznane. Tako jim skozi zgodbo predstavi dogodek ali neprijetno situacijo v novi luči, da ga lažje razumejo in sprejmejo.
V letu 2020 je izdala zbirko pravljic Življenje v gozdu še v angleškem in nemškem jeziku, tako v tiskani kot elektronski izdaji. Pravljice postanejo priljubljene tudi v tujini kjer presežejo Amazonov prag Bestseller. Zato v istem letu izda tudi zgoščenki pravljic v angleščini iz zbirk Življenje v gozdu in Življenje v morju kot samostojna albuma.
V letu 2021 je izdala knjigo Življenje v hribih (COBISS).